# 逃犯 (小說)
《逃犯》（Perburuan）是印尼作家沛莫迪亞·阿蘭大·拓爾的小说作品。由於拓爾是一位反殖民統治者，仍在軟禁中，而其小說都被當局視為禁書，但最近幾年被國際推為諾貝爾文學獎的候選人。

## 內容
在印尼日治時期的最後兩天，印尼獨立鬥士哈多（Hardo）正試圖與未婚妻接頭，期間一直十分謹慎，以免遭日軍逮個正著和處決。